# Adolphe Stoeber

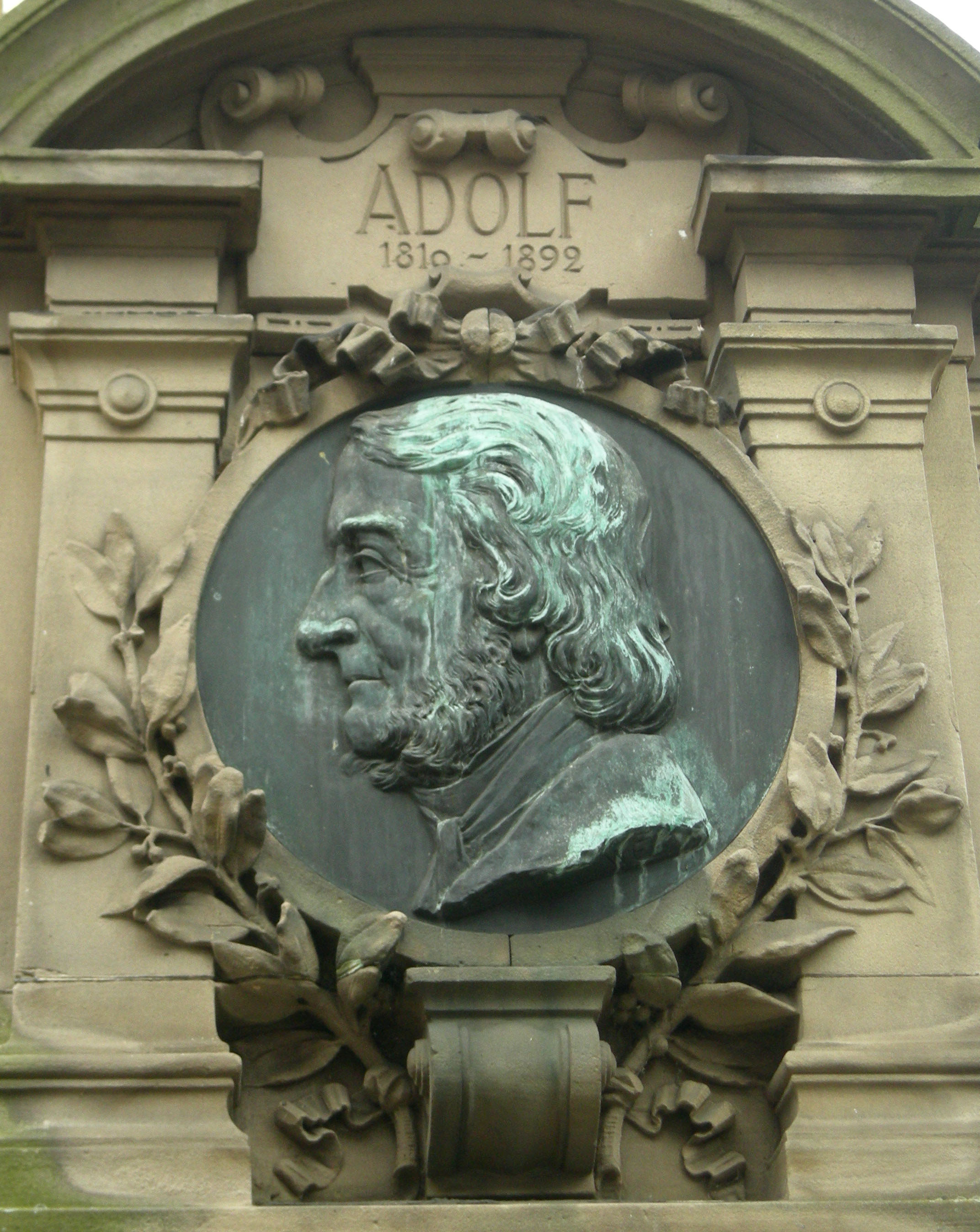
Stoeber

Adolphe Stoeber oder Adolf Ludwig Stöber (* 7. Juli 1810 in Straßburg; † 8. November 1892 in Mülhausen) war ein elsässischer reformierter Geistlicher und Schriftsteller deutscher Sprache.
Stoeber, der Sohn von Ehrenfried Stoeber (1779–1835) und Bruder von August Stöber, studierte Theologie und war dann evangelischer Pfarrer in Metz (1832), Oberbronn (1836) und Mülhausen, wo er auch Präsident des Konsistoriums war.
Er gründete 1838 mit seinem Bruder die Literaturzeitschrift Erwinia.

## Werke
- Alsatisches Vergißmeinnicht auf den Altar des Vaterlands niedergelegt von H. W. Asper (mit Beiträgen von August und Adolf Stöber)
- Alsa-Bilder. Vaterländische Sagen und Geschichten mit Anmerkungen von den Brüdern August und Adolph Stöber (1836)
- Reisebilder aus der Schweiz (1850)
- Neue Reisebilder aus der Schweiz (1857)
- Reformatorenbilder (1857)
- Elsässer Schatzkästel (1877)
- Epheukranz aus das Grabmal einer Heimgegangenen (1884)
- Spiegel deutscher Frauen (1892)